# Vondelpark
Vondelpark er en offentlig park i Amsterdam, Holland navngivet efter forfatteren fra det 17. århundrede Joost van den Vondel.
Parken blev skabt i 1864 ud fra et design af havearkitekten Jan David Zocher. Parken blev åbnet for offentligheden i 1865. Oprindeligt blev den navngivet den Nye Park. Da der blev placeret en statue af van Vondel begyndte offentligheden dog hurtigt at kalde parken Vondelpark og navnet blev det officielle navn. Indtil 1953 var parken ejet af Vereniging tot aanleg van een rij- en wandelpark (Selskabet til at skabe en park til at ridning og gåture). Da selskabet ikke længere kunne finansiere velligeholdelsen af parken blev den doneret til byen Amsterdam.
Årlige begivenheder inkluderer en golfturnering og en løbekonkurrence.
Parken optræder bl.a. i sangen "Vondelpark bij nacht" af Omar Rodriguez på hans album fra 2005.